# Judit Varga (Komponistin)

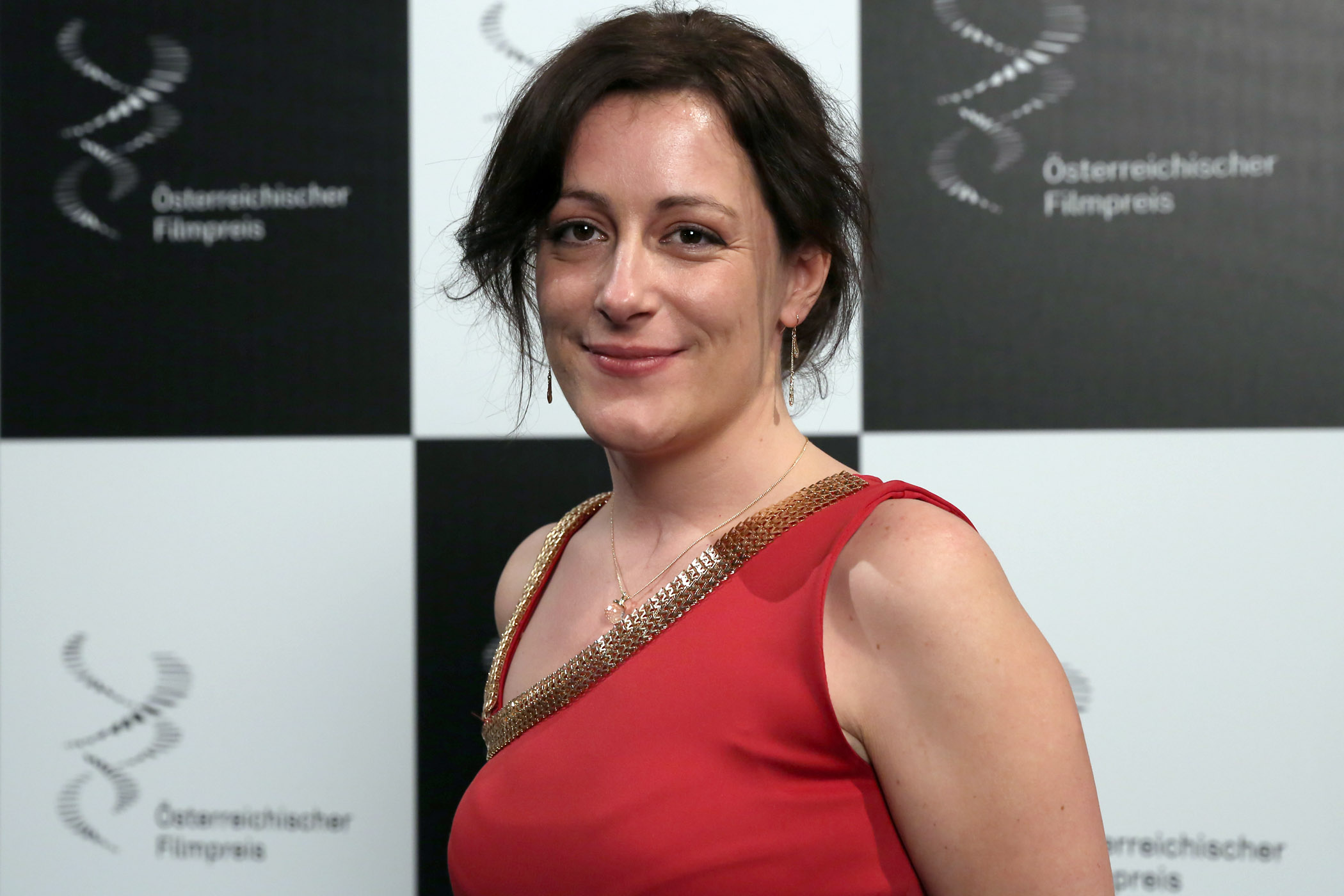
Judit Varga
(Österreichischer Filmpreis 2014)

Judit Varga (anhörenⓘ * 12. Januar 1979 in Győr) ist eine ungarische Komponistin und Pianistin. Sie komponiert klassisch zeitgenössische Musik, Film- und Theatermusik. Als Pianistin und Kammermusikerin trat sie in vielen Ländern auf. Sie sucht verstärkt neue Impulse sowohl in ihren Kompositionen als auch in ihrer pädagogischen Tätigkeit. Sie lebt und arbeitet in Wien und in Budapest.

## Leben
Ihre Musikausbildung fing auf der Franz Liszt-Musikschule Győr an, wo sie Klavier und Flöte lernte. Danach besuchte sie das Béla Bartók-Musikgymnasium in Budapest. Bereits mit sechzehn Jahren erhielt sie Stipendien zu verschiedenen internationalen Sommerakademien. 1997 studierte sie Komposition und Konzertfach Klavier an der Franz-Liszt-Musikakademie Budapest, wo sie 2005 mit Auszeichnung diplomierte. Parallel dazu studierte sie an der Universität für Musik und darstellende Kunst Wien Instrumentalkomposition, Medien- und angewandte Komposition und Klavier Konzertfach. Seit 2013 schreibt sie ihre Dissertation an der Universität im Rahmen des Ph.D. Studiums.
Ebenfalls seit 2013 ist sie Dozentin auf der Franz Liszt Musikuniversität Budapest und unterrichtet die Fächer Komposition, angewandte und Filmmusik und Historische Satztechniken. 2013–2019 war sie Lecturer für Gehörbildung und Höranalyse für Komponisten und Dirigenten an der Universität für Musik und darstellende Kunst Wien. Seit 2019 hat sie dort die Professur für Medienkomposition und Angewandte Musik inne.
Varga erhielt Erste Preise bei internationalen Wettbewerben als Pianistin und Komponistin und trat als Solopianistin und Kammermusikerin in mehreren Ländern Europas auf. 2001 war sie Composer-in-Residence beim Komponistenforum „Einklang“ in Mittersill, erhielt dreimal das Zoltán-Kodály-Arbeitsstipendium (2002, 2003, 2006) sowie zweimal das Stipendium der Tokyo Foundation (2001, 2004). Im Jahr 2017 wurde Varga für ihr künstlerisches und pädagogisches Schaffen mit dem Béla-Bartók-Ditta-Pásztory-Preis ausgezeichnet, einem der höchsten facheinschlägigen Preise Ungarns. Im Jahr 2018 erhielt sie den Ferenc-Erkel-Preis. 2019 wurde sie mit dem renommierten TONALi Kompositionspreis für ihre Komposition Pendulum ausgezeichnet. Die Weltpremiere des Stückes fand im Juni 2019 in der Elbphilharmonie statt.
Ihre Werke werden weltweit an renommierten Festivals und Häusern gespielt, wie Wien Modern, Ungarische Staatsoper, Cité de la musique Paris, Juilliard School New York, CAFe Budapest Contemporary Arts Festival, Mini-Festival, Konzerthaus Wien, Musikverein Wien, Muffathalle München oder Warschauer Herbst. Varga arbeitet mit Orchestern und Ensembles aus der ganzen Welt zusammen, unter anderem mit Ensemble Modern, BBC Symphony Orchestra, Radio-Symphonieorchester Wien, Chor der Ungarischen Staatsoper, UMZE Ensemble, Concerto Budapest, Ensemble Kontrapunkte, Riot Ensemble London, ensemble XX. jahrhundert (eXXj) und dem Ungarischen Rundfunkchor. Ihre Kompositionen sind Auftragswerke.
In ihrem Klavierrepertoire befinden sich neben den klassischen Klavierwerken auch Stücke zeitgenössischer Komponisten.
Als Komponistin hat sie ein besonderes Interesse an Filmvertonungen und Theatermusik, an Bühnenmusik mit theatralischen Elementen sowie Kompositionen für multimediale Veranstaltungen. 2013 schrieb sie das musikalische Profil des Galaabends und der Preisverleihung Prima Primissima. Im Rahmen der Abendgala wurde auch ihr Orchesterstück Gradus ad Parnassum inklusive einer Tanzeinlage aufgeführt. Varga wurde von der Österreichischen Filmakademie in den Jahren 2013 und 2014 für den Preis „Beste Musik“ nominiert. Für die Filmmusik des Films „Deine Schönheit ist nichts wert“ erhielt sie 2014 den österreichischen Filmpreis. 2016 wurde ihre Neuvertonung zu dem sowjetischen Klassiker Die seltsamen Abenteuer des Mr. West im Land der Bolschewiki (Regie: L. Kuleschow), ein Kompositionsauftrag des Wiener Konzerthauses, im Rahmen des „Film + Musik live“ Abos im großen Saal des Wiener Konzerthauses uraufgeführt. 2016 wurde ihre Oper Szerelem (Liebe), ein Auftragswerk der Ungarischen Staatsoper und Gewinner des Opernwettbewerbs „60 Jahre Ungarische Revolution“ in der Ungarischen Staatsoper gespielt.

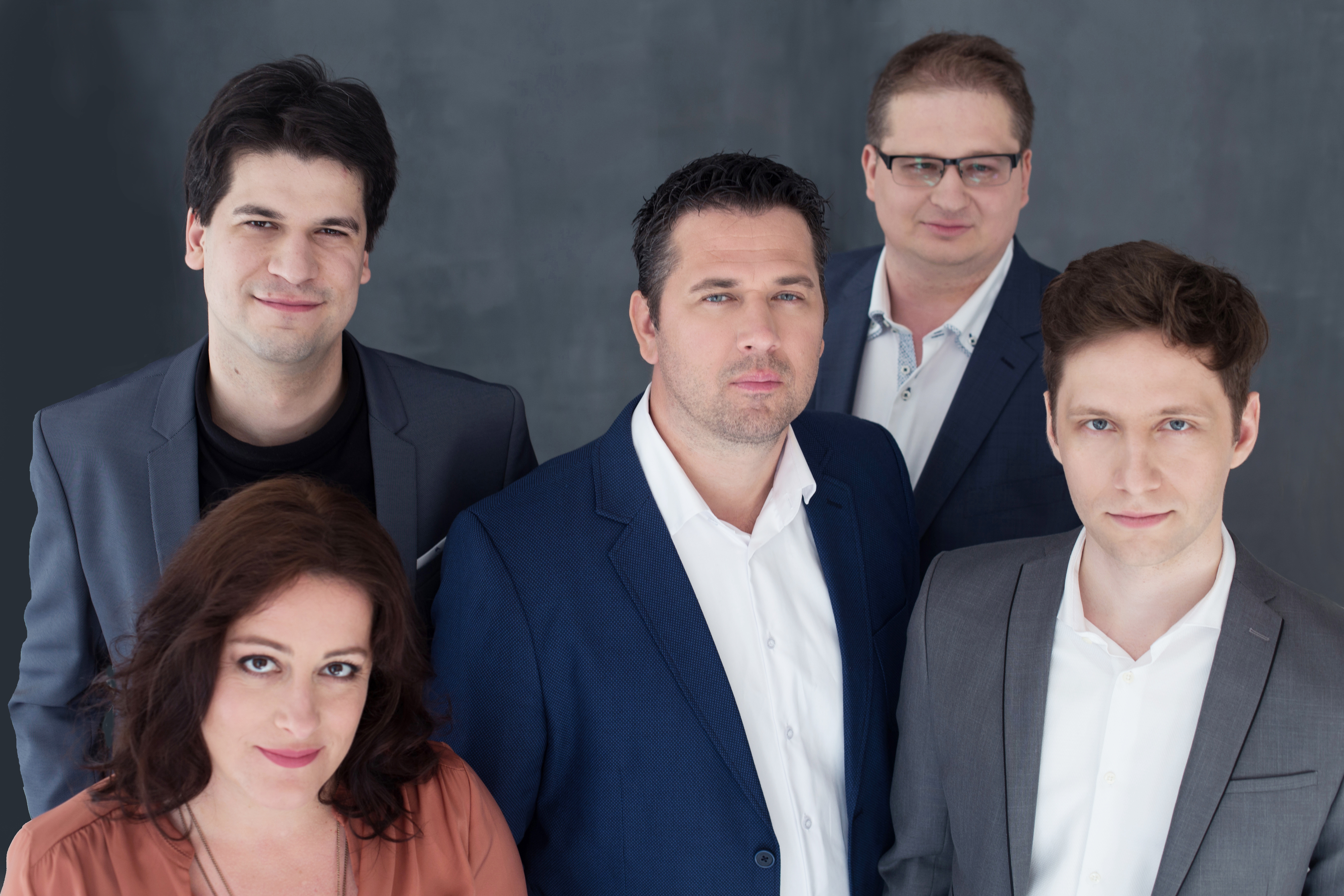
Mitglieder des Studio 5
(von links: Judit Varga, András Gábor Virágh, Bence Kutrik, Árpád Solti und Máté Bella)

Varga ist Mitglied des Ungarischen Komponistenbundes und des Österreichischen Komponistenbundes sowie dessen Fachgruppe Filmmusik. Weiters ist sie Mitglied in Studio 5, einer Künstlerinitiative aus Ungarn, welche progressive Konzerte organisiert und sich der Vermittlung der Neuen Musik in breiteren Kreisen als Ziel gesetzt hat.

## Werke (Auswahl)

### Oper
- Szerelem (Liebe), 2016

### Orchesterwerke
Werke für Symphonisches Orchester
- I. Klavierkonzert, 1996–1997
- Quasi una cadenza, 2004–2005
- Le Temps retrouvé, 2008
- Concerto Rivolutionario, 2009
- Concerto Imaginario, 2011
- ...alles Fleisch… – in memoriam Gyöngyössy Zoltán, 2013
- Urlicht, 2015
- JUMP!, 2017

Werke für Streichorchester
- Mosar II, 2019
- Black and White, 2018
- Hallgató-Pergető, 2009–2010

### Ensemble
- Schlaflied für Johanna, 2001
- Berceuse, 2001
- Kammerkonzert für Klarinette und Ensemble, 2003–2004
- In memoriam J.V., 2004
- Pavane, 2005
- ...sweeter than roses…, 2010
- Entitas, 2012
- Speak Low, 2013
- 13 Lieder – Für Bassklarinette und Ensemble, 2013
- Broken Beauty, 2018

### Kammermusikwerke
- Auge, 2001
- Streichquartett II, 2002
- ~opra01~, 2002
- Streichquartett IIB, 2003
- Möbiusband, 2003
- Dialog, 2004
- Dialog (2. Version), 2004–2005
- Strictly Ballroom I, 2005
- Strictly Ballroom III, 2005
- Klavierquintett, 2007
- Dietro la musica, 2013
- Songs for a Waiting, 2013–2014
- Mosar, 2017
- Puzzle (Black Hole Edition), 2018
- Escapex2, 2019

### Vokalwerke
- Mégis, 1998
- Levél, 1999
- Harbach, 2000
- Mad(á)rigál, 2005
- The L.I.F.E., 2005
- Schlummert ein, 2014
- Pocket Requiem, 2017[13]
- A Wreath, 2018
- Pie Jesu, 2018
- The Night, 2018
- #perspektiven:los, 2019

### Solowerke
- Words, 2005
- 13 Lieder für Bassklarinette und live Elektronik, 2005
- 10 Portraits for Viola, 2010
- Barcarole pour Frédéric et George, 2010
- Sonatine, 2013
- Fanfaren, 2017
- Centipede, 2017
- Pendulum, 2019

### Filmmusik
| Weltpremiere | Titel                                                                     | Regie                | Land, Gattung, Produktionsfirma |
| ------------ | ------------------------------------------------------------------------- | -------------------- | --- |
| 2010         | Heim                                                                      | Hüseyin Tabak        | Österreich, Kurzfilm, Wiener Filmakademie                                                                                              |
| 2012         | Das Pferd auf dem Balkon                                                  | Hüseyin Tabak        | Österreich, Drama, Minifilm |
| 2012         | Deine Schönheit ist nichts wert türkischer Titel: Güzelliğin On Par'etmez | Hüseyin Tabak        | Österreich, Türkei Drama, Dor Film, Wiener Filmakademie, MarangozFilm                                                                  |
| 2015         | Lou Andreas-Salomé                                                        | Cordula Kablitz-Post | Deutschland, Österreich, Italien, Schweiz Biographie, Drama, Avanti Media Fiction, Tempest Film, KGP Kranzelbinder Gabriele Production |
| 2016         | Mr West                                                                   | –                    | Stummfilm, Wiener Konzerthaus (Original: Die seltsamen Abenteuer des Mr. West im Lande der Bolschewiki, 1924)                          |
| 2017         | Die Legende vom hässlichen König                                          | Hüseyin Tabak        | Deutschland, Österreich Biography, Dokumentarfilm, Mitosfilm, Aichholzer Filmproduktion, MarangozFilm                                  |
| 2019         | Gipsy Queen                                                               | Hüseyin Tabak        | Deutschland, Österreich Drama Dor Film-West Produktionsgesellschaft, Dor Film Produktionsgesellschaft, ARTE                            |
| 2020         | Tatort: Borowski und der Fluch der weißen Möwe                            | Hüseyin Tabak        | Deutschland, Krimi Norddeutscher Rundfunk, ARD                                                                                         |
| 2024         | Tatort: Siebte Etage                                                      | Hüseyin Tabak        | Deutschland, Krimi Westdeutscher Rundfunk, ARD                                                                                         |

### Tanztheatermusik
- 7 Encounters – Palais Kabelwerk, Wien, 2010[15]

### Theatermusik
- Bertolt Brecht: Mann ist Mann – 1998
- August Strindberg, Friedrich Dürrenmatt: Play Strindberg! – Éjszakai Theater, Budapest 2001
- Zoltán Egressy: Vesztett éden – Pince Theater, Budapest 2003
- Tschechow: Die Möwe – Örkény Theater, Budapest 2004
- Sándor Márai: Fizess nevetve – Pince Theater, Budapest 2008
- Sándor Márai: Az igazi – Pince Theater, Budapest 2009
- Leonid Zorin: Varsói melódia – Pince Theater, Budapest 2010
- Géza Csáth: A Pertics Janika – Pince Theater, Budapest 2011
- Robert Thomas: Szegény Dániel – Karinthy Theater, Budapest 2012
- Niels Peter Juel Larsen: Blixen bárónő szerelmei – Centrál Theater, Budapest 2014

## Diskografie
| Album              | Verlag | Jahr | Anmerkungen                        |
| ------------------ | ------ | ---- | ---------------------------------- |
| Lou Andreas-Salomé | Avanti | 2016 | Original Motion Picture Soundtrack |

| Werktitel                                                                       | Album                                                                                                   | Verlag                                      | Jahr | Anmerkungen                                                                     |
| ------------------------------------------------------------------------------- | --- | ------------------------------------------- | ---- | ------------------------------------------------------------------------------- |
| Schlaflied für Johanna                                                          | Volksmusik – 6. Komponistenforum Mittersill                                                             | ein_klang Records                           | 2002 |                                                                                 |
| Variationen für Klavier 1, Variationen für Klavier 2, Variationen für Klavier 3 | The Next Generation                                                                                     | ORF, ORF Funkhaus                           | 2005 |                                                                                 |
| Strictly Ballroom III                                                           | born to be off-road                                                                                     | ein_klang Records                           | 2005 | CD1                                                                             |
| Opra 01, Quasi Prologue, Fließend Bewegt, Febbrile, Poco Feroce                 | ÖEGZM Vol. 4: Mixed Chamber Music 4 Gemischte Kammermusik 4 Thürauer, Dimitrova, Varga, Bolcso, Szakács | Ton 4 Records                               | 2009 | CD, performed by OEGZM (Österreichische Gesellschaft für zeitgenössische Musik) |
| Le Temps retrouvé                                                               | New Hungarian Music Forum 2009 composers’ competition                                                   | BMC HMIC                                    | 2010 | 2 CD                                                                            |
| Képzelt zongoraverseny                                                          | New Hungarian Music Forum 2011 composers’ competition                                                   | BMC HMIC                                    | 2011 | Interpret: Concerto Budapest                                                    |
| A Fly’s Life and Decline                                                        | Sunfire                                                                                                 | The Twiolins MarieLuise & Christoph Dingler | 2014 |                                                                                 |
| Entitas for twelve musicians (2012)                                             | Woher? Wohin? – Mythen, Nation, Identitäten                                                             | EM Medien                                   | 2017 | Dirigent: Clemens Heil, Ensemble Modern, 2 CD                                   |
| Judit Varga Showreel                                                            | Austrian Film Composers’ Showreel Vol. 2                                                                | Österreichischer Komponistenbund            | 2018 | DVD                                                                             |

## Auszeichnungen
- 1990: Erster Preis beim János Richter Klavierwettbewerb in Győr
- 1991: Erster Preis beim János Richter Klavierwettbewerb in Győr
- 1992: Erster Preis beim János Richter Klavierwettbewerb in Győr
- 1992: Erster Preis mit ihrer ersten Komposition beim Nationalen Ungarischen Kompositionswettbewerb für Kinder in Győr
- 1995: Erster Preis beim Békés-Tarhos Nationalem Wettbewerb
- 1995: Zeitgenössischer Musik-Sonderpreis beim Békés-Tarhos Nationalem Wettbewerb
- 1995: Publikumspreis beim Békés-Tarhos Nationalem Wettbewerb
- 1998: Erster Preis – LFZE (Franz-Liszt-Musikakademie)-Komponisten-Wettbewerb in Budapest
- 1999: Erster Preis – LFZE-Komponisten-Wettbewerb in Budapest
- 1999: Soros-Stipendium
- 2001: Composer in Residence, KomponistInnenforum Mittersill
- 2001: Tokyo Foundation Stipendiatin
- 2002: Zoltán-Kodály-Stipendium des ungarischen Kulturministeriums
- 2003: Zweiter Preis – LFZE-Komponisten-Wettbewerb in Budapest
- 2003: Erster Preis für Klavier – LFZE-Komponisten-Wettbewerb in Budapest
- 2004: Zweiter Preis – LFZE-Komponisten-Wettbewerb in Budapest
- 2003: Sonderpreis für Zeitgenössische Musik – Soziale & Kulturelle Einrichtungen der austro mechana – SKE Fonds in Wien
- 2003: Zoltán-Kodály-Stipendium des ungarischen Kulturministeriums
- 2003: 50 Minuten Portrait über das Schaffen von Judit Varga in der ORF Hörfunkreihe "Neue Klänge", ORF – Österreichischer Rundfunk Ö1
- 2004: Tokyo Foundation Stipendiatin
- 2005: Sonderpreis des Internationalen Franz-Liszt-Klavierwettbewerbs in Pécs
- 2006: Dryard-Preis – Vienna International Pianists Academy in Wien[24]
- 2009: Theodor-Körner-Preis
- 2009: Erster Preis, Orchester Kategorie – UMZF (New Hungarian Music Forum)-Komponisten-Wettbewerb in Budapest
- 2010: Staatsstipendium – BMUKK (Bundesministerium für Unterricht, Kunst und Kultur)[25]
- 2011: Zweiter Preis, Orchester Kategorie – UMZF (New Hungarian Music Forum)-Komponisten-Wettbewerb in Budapest
- 2012: Sonderpreis – Ö1 Talentebörse-Kompositionspreisin in Wien
- 2012: „Woher? Wohin? Mythen, Nation, Identitäten“ contest-Gewinner – Goethe-Institut, Ensemble Modern in Frankfurt
- 2012: Nominierung in der Kategorie „Beste Musik“ im Rahmen des 49. Filmfestival in Antalya
- 2013: Nominierung für den Österreichischen Filmpreis in der Kategorie „Beste Musik“, Akademie des Österreichischen Films (Werk: Das Pferd auf dem Balkon – Musik zum Film)
- 2014: Staatsstipendium – BMUKK (Bundesministerium für Unterricht, Kunst und Kultur)[26]
- 2014: Österreichischer Filmpreis in der Kategorie "Beste Musik", Akademie des Österreichischen Films (Werk: Deine Schönheit ist nichts wert… – Musik zum Film)
- 2016: Gewinner des Opernwettbewerbs „60 Jahre Ungarische Revolution“ in der Ungarischen Staatsoper in Budapest (Werk: Szerelem)
- 2017: Bartók-Béla–Pásztory-Ditta-Preis
- 2018: Riot-Ensemble-Gewinner (Werk: Broken Beauty)[27]
- 2018: Ferenc-Erkel-Preis[28]
- 2018: Benedek-Istvánffy-Preis (Werk: Pocket Requiem)[29]
- 2019 TONALi-Preis (Werk: Pendulum)
- 2022 Outstanding Artist Award für Musik[30]